# Isidoro de Kiev

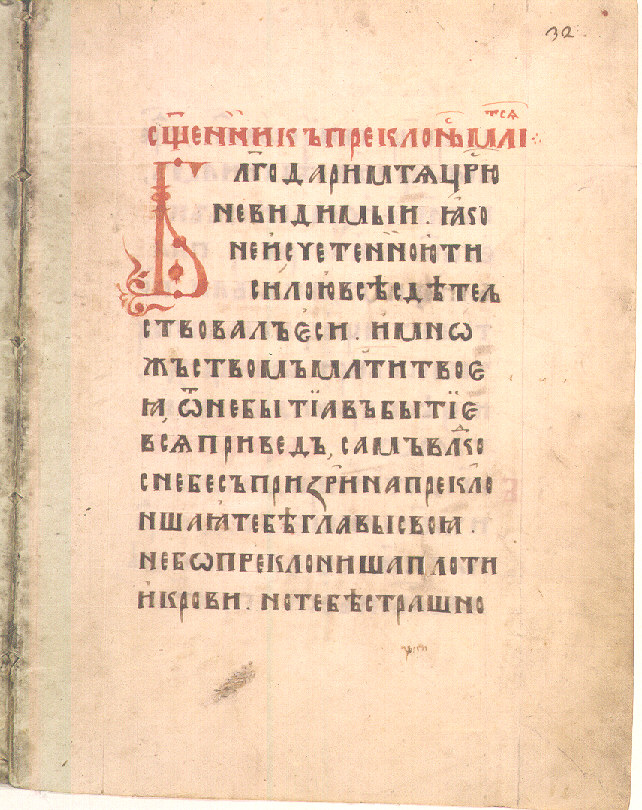
Slubeznik (livro litúrgico) de Isidoro

Isidoro de Kiev ou Isidoro de Tessalônica ou Isidoro, o Apóstata (em grego:  Ἰσίδωρος τοῦ Κιέβου; em russo:  Исидор; em ucraniano:  Ісидор; Tessalônica ou Monemvasia, Despotado do Épiro, 1380 - Roma, Estados Papais, 27 de abril de 1463) foi um cardeal bizantino, metropolita de Kiev, além de humanista e teólogo, seguidor do rito ruteno. Foi um dos principais defensores orientais da reunião da Igreja Católica e da Igreja Ortodoxa no Concílio de Florença.

## Primeiros anos
Isidoro nasceu no Despotado do Epiro, em Tessalônica ou Monemvasia. Ao chegar a Constantinopla, converteu-se em monge, sendo nomeado hegúmeno do Mosteiro de São Demétrio. Tinha um bom nível de latim e uma considerável fama como teólogo, distinguindo-se por suas habilidades em oratória. Desde os primeiros momentos de sua carreira eclesiástica defendeu a reunião com a Igreja Ocidental.
Nesse tempo, a Corte de Constantinopla estava considerando pedir aos príncipes do ocidente que os resgatassem após reunir-se com a Igreja Católica Romana, já que o Império Otomano estava muito próximo. Em 1434, Isidoro foi enviado a Basileia por João VIII Paleólogo (r. 1425–1448) como parte de uma embaixada para abrir negociações com o Concílio de Basileia. Fez um discurso sobre o esplendor do Império Romano do Oriente em Constantinopla. Em seu regresso, continuou tomando parte pela reunião entre o pessoal de Constantinopla.

## Metropolita de Kiev
Em 1437, Isidoro foi nomeado Metropolita de Kiev e Moscou e de Toda a Rus' pelo Patriarca de Constantinopla José II, sob os auspícios do Imperador bizantino João VIII Paleólogo, para conciliar a Igreja Ortodoxa Russa com a Igreja Católica Romana e assegurar a proteção de Constantinopla contra os invasores do Império Otomano. O grão-príncipe Basílio II de Moscou recebeu ao novo metropolita com hostilidade. Tão logo chegou, trabalhou para formar uma delegação russa para o concílio, que havia sido transferido para Ferrara. De todo modo, Isidoro trabalhou para persuadir ao grão-príncipe para aliar-se com o catolicismo, com o propósito de salvar ao Império Bizantino e a Igreja Ortodoxa de Constantinopla. Basílio II o fez prometer que voltaria sem ter prejudicado "os direitos da lei Divina e a constituição da Santa Igreja".

### Concílio de Ferrara
Depois que Isidoro recebeu financiamento de Basílio II, dirigiu-se a Ferrara e mais tarde a Florença (residência papal então), aonde realizou-se o concílio para os seguidores do Papa Eugênio IV, devido a uma epidemia de peste em Ferrara, em 1439, à continuação do Concílio de Basileia. Saindo de Moscou com a delegação em 8 de setembro de 1437, e passando por Riga e Lubeque, chegou em Ferrara em 15 de agosto de 1438. Tanto em Ferrara como em Florença, Isidoro foi um dos seis expoentes do lado bizantino. Juntamente com Basílio Bessarion, trabalhou categoricamente para a união, sem mudar de opinião a respeito disso. Opôs-se a ele o embaixador russo, Foma (Tomás) de Tver. Finalmente, se assinou o acordo de união entre as Igrejas do Leste e do Oeste e Isidoro retornou à Rússia, pelo que Siropulo  ou outros escritores gregos o acusaram posteriormente de perjúrio pela promessa que fez a Basílio II.
Depois do concílio (a notícia chegou quando se encontrava já em Benevento), foi nomeado cardeal-presbítero com o título dos Santos Marcelino e Pedro (sendo um dos poucos indivíduos que não foram do rito latino naquele tempo nomeado cardeal), e legado papal para as províncias da Lituânia, Livônia, toda Rússia e Galícia (Polônia).

### Regresso à Rússia
Desde Budapeste, em março de 1440, publicou uma encíclica dirigida aos bispos russos para aceitarem a união, mas quando chegou a Moscou, na Páscoa de 1441, e proclamou a união das duas Igrejas na igreja do Kremlin, viu que a maioria dos bispos, Basílio II e o povo não a aceitaria. Em sua primeira Divina Liturgia pontifícia na Catedral da Assunção em Vladimir, Isidoro levava consigo um crucifixo do rito latino à frente da procissão e nomeou ao Papa Eugênio IV durante as rezas da liturgia. Também leu em voz alta o decreto de unificação. Entregou a Basílio II uma mensagem da Santa Sé, com um pedido de assistência ao metropolita em sua tarefa de estender a união pela Rússia. Três dias depois, seis bispos, sob ordens de Basílio, se reuniram em um sínodo e o depuseram. Depois disso, foi encarcerado no Mosteiro de Chudove por negar-se a renunciar a união com a herética Roma.

## Exílio

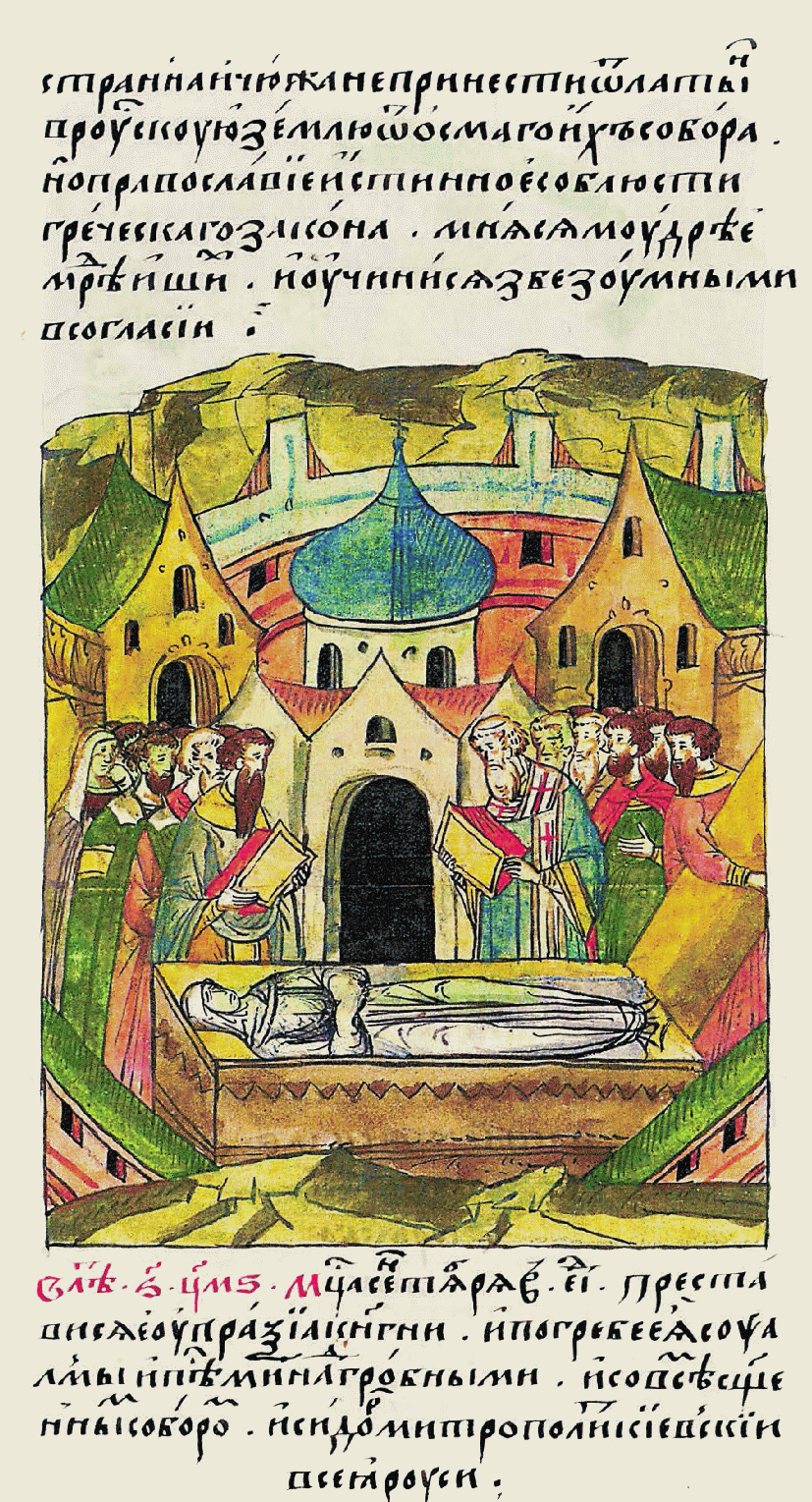
O metropolita Isidoro nas exéquias de Helena da Lituânia, esposa de Vladimir, o Valente, príncipe de Sérpukhov e filha de Algirdas, Grão-Duque da Lituânia

Em setembro de 1443, depois de dois anos de prisão, Isidoro escapa para Tver e mais tarde, até Lituânia e Roma. Foi gratamente recebido pelo Papa Eugênio IV em 1443. Em 1451, foi nomeado Camerlengo do Colégio dos Cardeais. O Papa Nicolau V o enviou como legado a Constantinopla para preparar a reunião das Igrejas ali em 1452, dando-lhe duzentos soldados para a defesa da cidade. Em 12 de dezembro foi capaz de reunir trezentos membros da Igreja bizantina para uma celebração.
Viveu a tomada da cidade pelos turcos em 29 de maio de 1453, escapando do massacre vestindo um corpo com suas roupas de cardeal. Enquanto os turcos cortavam a cabeça do cadáver e a apresentava pelas ruas, o verdadeiro cardeal embarcou até a Ásia Menor com muitos prisioneiros, como escravo. Escreveria uma descrição dos horrores do assédio em uma carta a Nicolau V.
Escapou do cativeiro ou comprou sua liberdade e voltou a Roma, onde seria nomeado bispo de Sabina, adotando presumivelmente o rito latino. O Papa Pio II outorgou mais dois títulos: Patriarca Latino de Constantinopla e Arcebispo do Chipre, que não pode exercer em uma jurisdição real. Foi Decano do Sagrado Colégio dos Cardeais desde 8 de outubro de 1461.
Morreu em Roma em 27 de abril de 1463, sendo sepultado na Basílica de São Pedro. Em 1928, um grande número de seus manuscritos (cartas, memórias, monografias, relatórios de suas legações, etc.) foram entregues à Biblioteca do Vaticano.

## Conclaves
- Conclave de 1447 - não participou da eleição do Papa Nicolau V
- Conclave de 1455 - participou da eleição do Papa Calisto III
- Conclave de 1458 - participou da eleição do Papa Pio II